# Suore serve dei poveri

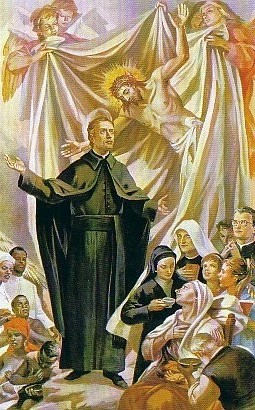
Giacomo Cusmano, fondatore dell'istituto: tela di Aronne del Vecchio nella cattedrale di Palermo

Le Suore Serve dei Poveri, dette del Boccone del Povero, sono un istituto religioso femminile di diritto pontificio: i membri di questa congregazione pospongono al loro nome la sigla S.d.P.

## Storia
La congregazione fu fondata il 23 maggio 1880 a Palermo da Giacomo Cusmano per la gestione dell'opera del Boccone del Povero, iniziata dal sacerdote nel 1867: tra le prime sei suore della comunità era anche una sorella di Cusmano, Maria Vincenzina.
La prima missione all'estero fu aperta nel 1934 in Messico.
Le Serve dei Poveri ricevettero il pontificio decreto di lode il 12 dicembre 1912 e le loro costituzioni furono approvate definitivamente dalla Santa Sede il 30 giugno 1918.

## Il Carisma
Il carisma delle Suore Serve dei Poveri si basa sulla seguente regola:
(Regola del Carisma Cusmaniano)

## Attività e diffusione
Le Serve dei poveri si dedicano all'assistenza ad anziani, orfani e ammalati, all'educazione dell'infanzia bisognosa, alla catechesi parrocchiale e ad altre opere di carità.
Sono presenti in Brasile, Camerun, Repubblica Democratica del Congo, Filippine, India, Italia, Messico, Romania, Stati Uniti d'America e Uganda; la sede generalizia è in via dell'Imbrecciato a Roma.
Alla fine del 2008 la congregazione contava 470 suore in 84 case.